# Statua di Pania
La Statua di Pania (Statue of Pania), anche nota come Pania delle secche (Pania of the Reef), è un scultura situata a Napier, in Nuova Zelanda, di fronte all'oceano Pacifico. Si tratta di un omaggio a Pania, una figura della mitologia maori. Spesso viene paragonata alla Statua della Sirenetta a Copenaghen.

## Storia

### Origini della statua
La statua venne commissionata dai membri del Thirty Thousand Club dopo che il vescovo anglicano di Aotearoa, Frederick Bennett, raccontò loro della leggenda di Pania. Molte studentesse del Hukarere Girls' College furono fotografate come modelle per la statua. Alla fine venne scelta Mei Irihapiti Robin (poi divenuta Mei Whaitiri, madre della deputata locale Meka Whaitiri).

### Creazione

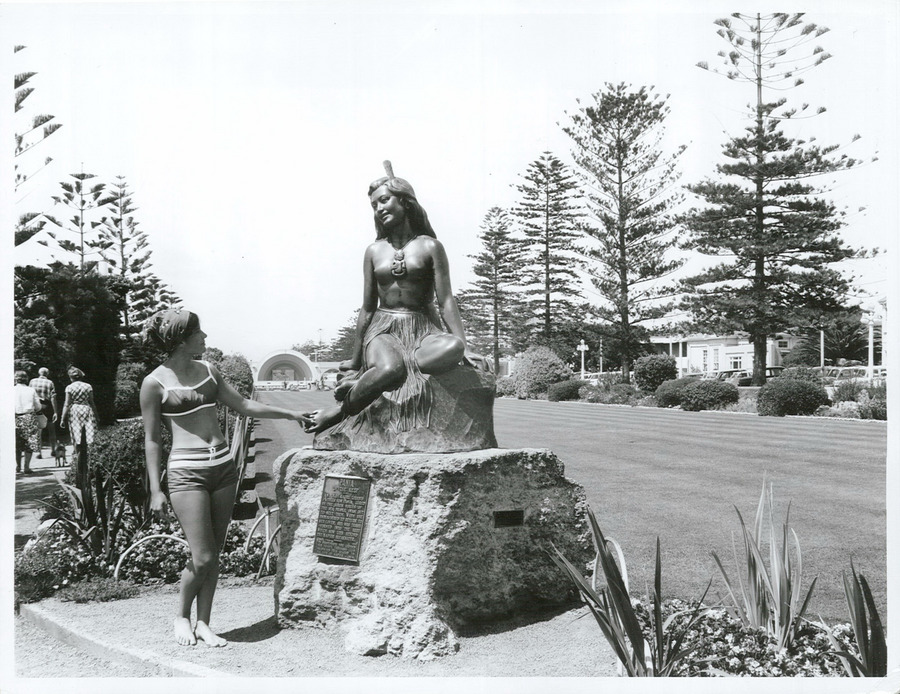
La statua nel 1967.

Una gonna tradizionale (piupiu) e le fotografie di Mei furono inviate alla società italiana del marmo di Carrara, a Carrara. Furono usate per creare un modello in argilla. In seguito, questo modello di argilla venne adoperato per la creazione della statua bronzea, dal peso stimato tra i 60 e i 70 chili. La statua venne svelata il 10 giugno del 1954 dal primo ministro Sidney Holland.

### Atti vandalici e furto
Nel 1982, la statua venne danneggiata da un colpo sulla testa. In seguito i danni furono riparati.
Il 27 ottobre del 2005, la statua venne rubata, ma fu scoperta da Jeff Foley e venne recuperata dalla polizia il 4 novembre. La statua venne restaurata e in seguito ricollocata il 16 novembre del 2005.

## Descrizione
La scultura ritrae Pania seduta su una roccia. La giovane è a petto nudo e indossa il piupiu, una gonna di lino variopinta tipica del popolo maori, oltre a portare al collo una collana con un pendente tradizionale. Il soprannome "Pania delle secche" potrebbe derivare dal fatto che una secca marina che porta il suo nome si trova al largo della città di Napier.
Spesso la statua è stata paragonata alla Statua della Sirenetta copenaghense. In effetti, c'è una somiglianza tra le due sculture, in quanto entrambe sono piccole, sono di bronzo e nei pressi del mare, ed entrambe si basano su delle storie simili.